# Стиліян Ковачев
Стиліян Ковачев (болг. Стилиян Ковачев; нар. 28 лютого 1860, Ямбол — пом. 11 липня 1939, Софія) — болгарський офіцер, (генерал піхоти). Доброволець Армії Східної Румелії (т. зв. Східнорумелійська міліція). Під час Балканської війни командував Родопським загоном, а згодом — командувач 4-ї Болгарської армії, керівник Брегальницької битви. Міністр оборони Болгарії в уряді Стояна Данева (1913). Начальник Головного тилового управління Болгарської армії під час Першої світової війни.

## Біографія
Початкову освіту здобув у Ямболі, пізніше навчався в Слівені. З раннього віку вступив до Ямбольського революційного комітету, член Чоти Ґеорґі Дражева. Під час Квітневого повстання брав участь у боях, але уникнув арешту. Після створення Болгарського князівства, залишається у Румелії, де вчиться на педагогічних курсах у Пловдиві. 1879 закінчує Софійське військове училище, після якого призначений командиром чоти Навчальної дружини Східнорумелійської міліції.
1882—1883 — навчався у Російській імперії, але швидко повернувся на батьківщину через хворобу. Тоді ж знову поступає до складу Східнорумелійської міліції. 1885 рота Ковачева скерована у Родопські гори, де включається у акції помсти проти турецьких та грецьких диверсійних загонів, які тероризували болгарське населення краю.
Під час Сербсько-Болгарської війни брав участь у боях під Сливницею. Також включився у бої за Константинополь та Пірот, отримавши орден «За хоробрість» 4-го ступеню.
Після війни начальник канцелярії Міністерства оборони Болгарії (1886—1894). З 1894 по 1905 послідовно командує полком, бригадою, а до 1909 — 2-ї піхотною дивізією.

### Балканські війни
На початку Першої Балканської війни командував 2-ї піхотною дивізією, здійснив наступ від Пловдива у бік Західної Фракії. Після успіху цієї операції, призначений командувачем новосформованої Четвертої болгарської армії. На цій посаді успішно провів оборонні операції при Булаїрі та відбив ворожий десант при Шаркьой.
На початку Другої Балканської війни 1913, яку у болгарській історіографії називають Міжсоюзницькою, призначений Міністром оборони Болгарії у новосформованому уряді Стояна Данева. Проте портфеля так і не отримав — залишився на фронті керувати Четвертою армією. Через незгоду з політикою царя Фердинанда І, ген. Ковачев відсторонений від командування армією, а 27 серпня взагалі звільнений у запас. Проте найістотнішою причиною відсторонення історики вважають неадекватну поведінку генерала під час стратегічної Брегальницької битви, коли Ковачев самостійно віддав наказ відступати, не отримавши відповідного розпорядження із Генерального Штабу армії.

### Перша світова війна
Після включення Болгарії у Першу світову війну Стиліян Ковачев мобілізований до штабу Другої дивізійної області, а з 1916 — начальник Головного тилового управління Болгарської армії. 15 серпня 1917 зведений у чин генерал-лейтенанта.

## Нагороди
- Орден «За хоробрість» III ступеня, 2-го та 4-го класів
- Орден «Святий Олександр» II ступеня з мечами, I ступеня без мечів
- Орден Святої Анни II ступеня
- Австро-Угорський орден «Залізна корона» II ступеня
- Румунський орден «Золота зірка» II ступеня
- Орден «За військові заслуги»
- Орден «Стара Планина»